# Natalia Kuikka
Natalia Kuikka, född 1 december 1995 i Kemi, är en finländsk fotbollsspelare som spelar för Chicago Stars och representerar det finska landslaget. Hon har tidigare spelat för Innon Mimmit, Merilappi United, Florida State Seminoles, Kopparbergs/Göteborg FC och Portland Thorns.

## Karriär
Kuikka var lagkapten för Florida State Seminoles när laget säsongen 2018 vann NCAA Division 1 Soccer Championship. Samma år utsågs hon till årets college fotbollsspelare i USA.
Den 29 oktober 2020 värvades Kuikka av amerikanska Portland Thorns, där hon skrev på ett tvåårskontrakt.